# Scottish National League 2014/15
Die Saison 2014/15 war die Austragung der höchsten schottischen Eishockeyliga, der Scottish National League. Die Ligadurchführung erfolgt durch die Scottish Ice Hockey Association, den schottischen Verband unter dem Dach des britischen Eishockeyverbandes Ice Hockey UK.

## Modus
Zunächst spielten alle Mannschaften eine einfache Runde mit Hin- und Rückspiel. Die besten Acht erreichten die Play-offs.

## Hauptrunde

### Kreuztabelle
| Mannschaft          | Aberdeen Lynx | Belfast Giants | Dundee Comets | Dundee Tigers | Edinburgh Capitals | Moray Typhoons | Kilmarnock Storm | Kirkcaldy Kestrels | North Ayrshire | Paisley Pirates | Solway Sharks |
| ------------------- | ------------- | -------------- | ------------- | ------------- | ------------------ | -------------- | ---------------- | ------------------ | -------------- | --------------- | ------------- |
| Aberdeen Lynx       |               | 7:0            | 4:4           | 3:3           | 4:6                | 3:4            | 11:0             | 3:3                | 10:5           | 3:8             | 7:3           |
| Belfast Giants      | 0:7 1         |                | 0:5 1         | 0:14 1        | 0:18 1             | 2:8 1          | 5:12 1           | 4:11 1             | 5:9 1          | 1:9 1           | 1:14 1        |
| Dundee Comets       | 6:3           | 5:0            |               | 4:1           | –:–                | 8:3            | 5:5              | 0:9                | 10:3           | 1:3             | 3:1           |
| Dundee Tigers       | 6:5           | 14:0           | 0:7           |               | 2:7                | 8:2            | 8:1              | 2:2                | 4:1            | 1:3             | 2:4           |
| Edinburgh Capitals  | 9:2           | 18:0           |               | 5:2           |                    | 5:0            | 11:1             | 5:2                | 14:5           | 6:6             | 6:2           |
| Moray Typhoons      | 4:1           | 8:2            | 2:8           | 3:6           | 4:9                |                | 3:5              | 3:4                | 9:2            | 0:5             | 4:4           |
| Kilmarnock Storm    | 2:8           | 12:5           | 4:7           | 4:4           | 3:9                | 4:8            |                  | 2:8                | 4:6            | 3:9             | 4:5           |
| Kirkcaldy Kestrels  | 5:2           | 11:4           | 6:1           | 5:1           | 3:2                | 5:3            | 10:2             |                    | 7:5            | 4:3             | 6:3           |
| North Ayrshire Wild | 2:4           | 9:5            | 5:5           | 5:7           | 1:5                | 7:1            | 5:2              | 4:7                |                | 3:5             | 3:6           |
| Paisley Pirates     | 1:4           | 9:1            | 4:3           | 6:2           | 4:4                | 11:1           | 10:0             | 2:5                | 9:2            |                 | 3:1           |
| Solway Sharks       | 5:3           | 14:1           | 2:6           | 2:4           | 0:5                | 3:1            | 5:3              | 1:3                | 3:3            | 3:4             |               |

### Abschlusstabelle
| Platz | Mannschaft               | Spiele | S  | U | N  | Tore   | Punkte |
| ----- | ------------------------ | ------ | -- | - | -- | ------ | ------ |
| 1.    | Kirkcaldy Kestrels       | 20     | 17 | 2 | 1  | 105:48 | 36     |
| 2.    | Edinburgh Capitals (SNL) | 18     | 15 | 2 | 1  | 126:41 | 32     |
| 3.    | Paisley Pirates          | 20     | 15 | 2 | 3  | 105:47 | 32     |
| 4.    | Dundee Comets            | 18     | 11 | 3 | 4  | 81:44  | 25     |
| 5.    | Dundee Tigers            | 20     | 9  | 3 | 8  | 79:80  | 21     |
| 6.    | Aberdeen Lynx            | 20     | 8  | 3 | 9  | 87:76  | 19     |
| 7.    | Solway Sharks            | 20     | 8  | 2 | 10 | 67:71  | 18     |
| 8.    | Moray Typhoons           | 20     | 6  | 1 | 13 | 63:100 | 13     |
| 9.    | North Ayrshire Wild      | 20     | 5  | 2 | 13 | 76:117 | 12     |
| 10.   | Kilmarnock Storm         | 20     | 3  | 2 | 15 | 61:137 | 8      |
| 11.   | Belfast Giants           | 20     | 0  | 0 | 20 | 18:107 | 0      |

## Weblink
- Scottish National League 2014/15 auf stats.malcolmpreen.co.uk